# NGC 3276
NGC 3276 is een lensvormig sterrenstelsel in het sterrenbeeld Luchtpomp. Het hemelobject werd op 3 maart 1835 ontdekt door de Britse astronoom John Herschel.

## Synoniemen
- ESO 317-40
- PGC 31031